# 1887 en sport automobile
Chronologie du Sport automobile
1886 en sport automobile - 1887 en sport automobile - 1888 en sport automobile
Les faits marquants de l'année 1887 en Sport automobile

## Par mois

### Avril
- 20 avril : première course automobile de l’Histoire entre Neuilly-sur-Seine et Versailles. Organisée par le journal Le Vélocipède illustré, une seule voiture participa à l'épreuve (tricycle à vapeur De Dion-Bouton)[1].

## Naissances
- 2 janvier : Jules Moriceau, pilote de courses automobile français. († 20 juin 1977).
- 9 janvier : Sammy Davis, pilote de courses automobile d'endurance britannique. († 9 janvier 1981).
- 1er mars : Eddie Hearne, pilote de courses automobile américain. († 9 février 1955).
- 15 juillet : Henri Cissac, pilote de courses automobile français. († 7 juillet 1908).
- 20 juillet : Louis Rigal, pilote de courses automobile français. († 8 juillet 1974).
- 6 août : Dudley Benjafield, pilote de courses automobile britannique. († 20 janvier 1957).
- 13 août : David Loney Bruce-Brown, pilote de courses automobile américain. († 1er octobre 1912).
- 15 août : Kenelm Edward « Bill » Lee Guinness, pilote de courses automobile britannique († 10 avril 1937).
- 22 novembre : Pietro Bordino, pilote de course automobile italien. († 15 avril 1928).